# Кулижский, Пётр Иванович
Пётр Иванович Кулижский (1899 — 1959) — советский военачальник, командир ряда стрелковых дивизий в Великой Отечественной войне, Герой Советского Союза (1.11.1943). Генерал-майор (2.11.1944).

## Биография
Родился 3 сентября (15 сентября по новому стилю) 1899 года в деревне Новинская Выйско-Ильинского прихода Сольвычегодского уезда Вологодской губернии (по другим данным — в деревне Белоусовская Никитинского сельского общества Гавриловской волости Сольвычегодского уезда, ныне деревня Белоусовская Выйского сельского поселения Верхнетоемского района Архангельской области) в семье крестьянина. Русский. В 1912 году окончил сельскую школу. Работал в хозяйстве отца.
Участник Гражданской войны с декабря 1918 года, когда вступил в партизанский отряд А. П. Щенникова, сражавшийся против англо-американских интервентов и белогвардейской Северной армии генерала Е. К. Миллера на Пинеге. Впоследствии с этой даты исчислялся стаж пребывания П. И. Кулижского в РККА. В начале 1919 года отряд соединился с красными войсками и вошёл в состав 481-го стрелкового полка 6-й армии. Воевал на архангельском направлении. В декабре 1919 года направлен на учёбу.
В 1920 году окончил 4-е Петроградские командные курсы, в 1921 году — Высшую тактическо-стрелковую школу командного состава РККА (в том же году школа переименована в курсы «Выстрел»). С января 1921 года служил командиром взвода на 47-х Николаевских командных пехотных курсах. После их расформирования с января 1923 года служил в 45-м стрелковом полку 15-й Сивашской стрелковой дивизии Украинского военного округа: командир взвода, помощник командира роты, начальник пешей разведки полка, начальник связи полковой артиллерийской батареи, адъютант полка. С декабря 1926 года — инструктор вневойсковой подготовки в Херсонском окружном военкомате. С декабря 1928 по октябрь 1933 года служил в 43-м стрелковой полку той же 15-й стрелковой дивизии: помощник командира роты, командир роты, помощник начальника штаба полка. Член ВКП(б)/КПСС с 1931 года.
В мае 1934 года окончил курсы усовершенствования командного состава по разведку при Разведывательном управлении Штаба РККА, назначен начальником 2-го (разведывательного) управления штаба 15-й стрелковой дивизии. С мая 1935 года был помощником начальника пограничного разведывательного пункта разведывательного отдела штаба Киевского военного округа. С января 1938 года — начальник 4-й (разведывательной) части штаба 41-й стрелковой дивизии Харьковского военного округа (Кривой Рог). С сентября по декабрь 1939 года — начальник 1-го (оперативного) отделения штаба 30-й стрелковой дивизии в Одесском военном округе. В феврале 1940 года окончил курсы усовершенствования командного состава при Академии Генерального штаба РККА, после чего возвращён в ту же дивизию на прежнюю должность. С марта 1941 года — начальник штаба 206-й стрелковой дивизии Одесского военного округа.
Подполковник Кулижский — участник Великой Отечественной войны с июня 1941 года. В составе 6-й и 37-й армий Юго-Западного фронта участвовал в Львовско-Черновицкой и Киевской оборонительных операциях. В сентябре 1941 года попал в Киевский котёл, однако через месяц, 26 октября, перешёл через линию фронта во главе большой группы красноармейцев при оружии и с документами, и вновь приступил к своим обязанностям в той же дивизии.
С января 1942 года — командир 387-й стрелковой дивизии 61-й армии Брянского фронта, участвовал в Болховской наступательной операции. В августе 1942 года в ходе немецкой наступательной операции «Вирбельвинд» дивизия попала в окружение и при прорыве из него 14 августа понесла большие потери, а сам командир оказался отрезан от своего штаба и только 22 августа перешёл через линию фронта в одиночку. По тому времени это могло иметь самые тяжёлые последствия для него, и несколько дней решалась его судьба, но в итоге он был возвращён к командованию дивизией. После проверки дивизии генерал-лейтенантом А.Н. Бахтиным в конце сентября 1942 года снят с должности. С октября 1942 года — начальник отдела боевой подготовки штаба Юго-Западного фронта. Для умелой борьбы с немецкими танками создал фронтовые курсы командиров взводов противотанковых ружей, выпускники которых хорошо показали себя в боях. 6 октября 1943 года назначен командиром 152-й стрелковой дивизии этого фронта.
Командир 152-й стрелковой дивизии (34-й стрелковый корпус, 46-я армия, 3-й Украинский фронт) полковник П. И. Кулижский проявил отвагу и мастерство командира в ходе битвы за Днепр. 19—23 октября 1943 года дивизия под его командованием форсировала Днепр и захватила плацдарм в районе села Диёвка (ныне в черте Днепропетровска). Полковник Кулижский находился в наиболее ответственных участках, управляя частями дивизии, которая успешно выполнила задачу по переправе личного состава, военно-технических грузов и боевой техники. Отразив восемь контратак противника, дивизия приняла участие в освобождении города Днепропетровска 25 октября 1943 года. В ходе боёв за Днепропетровск воины дивизии уничтожили 4480 солдат и офицеров противника и большое количество боевой техники. За месячные бои на Днепре дивизии было присвоено почётное наименование «Днепропетровская» и она была награждена орденом Красного Знамени, а командир дивизии и ряд бойцов представлены к присвоению звания Героя Советского Союза.
Указом Президиума Верховного Совета СССР от 1 ноября 1943 года «за успешное форсирование реки Днепр, прочное закрепление плацдарма на западном берегу реки Днепр и проявленные при этом отвагу и геройство» полковнику Кулижскому Петру Ивановичу присвоено звание Героя Советского Союза с вручением ордена Ленина и медали «Золотая Звезда» (№ 1952).
Позднее, в декабре 1943 года, дивизию передали в 8-ю гвардейскую армию, в которой она участвовала в Никопольско-Криворожской и Березнеговато-Снигирёвской наступательных операциях. В марте 1944 года П. Кулижский тяжело заболел и эвакуирован в госпиталь.
Вернулся на фронт в мае 1944 года и назначен заместителем командира 195-й стрелковой дивизии 37-й армии 3-го Украинского фронта, но уже в июне назначен командиром 236-й стрелковой дивизии 46-й армии того же фронта (затем её передавали в 57-ю и в 26-ю армии этого фронта). Отличился в Ясско-Кишиневской, Белградской и Будапештской наступательных операциях. Особенно успешно дивизия действовала в уличных боях в ходе освобождения Белграда и при форсировании Дуная в Венгрии. В 1945 году участвовал в Балатонской оборонительной и Венской наступательной операциях.
После Победы в июле 1945 года генерал П. И. Кулижский был назначен командиром 297-й стрелковой дивизии в Южной группе войск, осенью руководил передислокацией дивизии в Восточно-Сибирский военный округ. С февраля 1946 года — командир 203-й стрелковой дивизии. В августе 1946 года в связи с сокращением Вооружённых Сил дивизия переформирована в 33-ю отдельную стрелковую бригаду Западно-Сибирского военного округа, и он оставлен её командиром. С февраля 1947 года генерал-майор П. И. Кулижский — в запасе.
Жил в Таганроге Ростовской области. Умер 27 апреля 1959 года, похоронен в Таганроге.

## Награды
- Герой Советского Союза (1.11.1943)
- Два ордена Ленина (1.11.1943, 21.02.1945)
- Три ордена Красного Знамени (27.12.1941, 27.09.1943, 3.11.1944)
- Орден Кутузова 2-й степени (3.11.1944)
- Орден Богдана Хмельницкого 2-й степени (28.04.1945)
- Медали

## Память
- Имя Кулижского увековечено в селе Верхняя Тойма — в памятнике-мемориале воинам, погибшим в годы войны.
- Его именем названа улица в Верхней Тойме.
- В Верхней Тойме ежегодно проводятся районные соревнования по хоккею на приз Кулижского.
- В деревне Белоусовской на доме, где жил Герой, установлена мемориальная доска.
- В Таганроге на доме, где жил и умер Герой, установлена мемориальная доска.